# Zugzwang (pièce de théâtre)
Zugzwang est un spectacle réalisé par le collectif théâtral Transquinquennal basé à Bruxelles en Belgique.

## Synopsis
Quatre personnes assises à une table d'un café du centre de Bruxelles jouent aux échecs. Leur parties achevées, ils décrivent l'immense photographie en noir et blanc en fond de scène. Ils essayent de se souvenir de l'époque où cette photographie a été prise. 

## Comédiens
- Bernard Breuse[2]
- Miguel Decleire[2]
- Stéphane Olivier[2]
- Pierre Sartenaer[2]

## Représentations
- juillet 2002 : Théâtre des Doms, Avignon (France)[2]
- septembre 2002 : Charleroi (Belgique)[3]
- février 2006 : Rochefort (Belgique)[4]